# Bears Town
Bears Town est une station de sports d'hiver très fréquentée en Corée du Sud, à seulement 40 km au Nord-Est de Séoul.